# Seishun Buta Yarō wa Ransel Girl no Yume wo Minai
Seishun Buta Yarō wa Ransel Girl no Yume wo Minai (青春ブタ野郎はランドセルガールの夢を見ない Seishun Buta Yarō wa Randoseru Gāru no Yume wo Minai?, lit. Un adolescente sinvergüenza no sueña con una chica con mochila escolar), también conocida como Rascal Does Not Dream of a Knapsack Kid en inglés, es una película anime de drama romántico sobrenatural de 2023 basada en el noveno volumen de la serie de novela ligera Seishun Buta Yarō escrita por Hajime Kamoshida e ilustrada por Keeji Mizoguchi.
La película está producida por CloverWorks, sirve como secuela de la película de anime Seishun Buta Yarō wa Odekake Sister no Yume wo Minai y marca el final del arco de estudiantes de secundaria de la serie.
Fue lanzada en Japón el 1 de diciembre de 2023, y estrenada en cines de Estados Unidos el 25 de marzo de 2024.

## Argumento
En un sueño, Sakuta imagina a una joven Mai Sakurajima en una playa preguntándole si está perdido. Sakuta se despierta y continúa su vida como siempre: yendo a la escuela, estudiando para la universidad, trabajando y saliendo con Mai. Una noche, mientras estudiaba con ella , Mai le entrega un certificado de matrimonio que recibió a medias en broma como amuleto de buena suerte para Sakuta, el cual ambos llenan. Sakuta le pide que lo conserve a pesar de sus protestas, pero dice que es más beneficioso para ella conservarlo que para él en ese momento. Antes de irse, Sakuta le muestra a Mai una nueva cicatriz que surge de su ombligo. Asumen que es un nuevo caso de síndrome de pubertad, y Futaba le pide que consulte a la joven Shoko Makinohara ya que ella conoce múltiples realidades, pero lo dejan para el momento.
Más tarde, Sakuta recibe una llamada de su padre diciéndole que su madre está mejor y que podrá regresar a casa pronto. Su madre expresa su deseo de volver a ver a Kaede y organizan una cena juntos. Después de que Kaede se gradúa de la escuela secundaria, con su padre presente y Mai asisten en secreto, la familia pasa una agradable velada juntos con Kaede pasando la noche mientras Sakuta tiene que irse ya que tiene escuela al día siguiente, antes de irse, su padre le entrega una llave de su casa en caso de que tengan más cenas familiares juntos.
Sakuta se despierta al día siguiente y regresa a la escuela, pero se da cuenta de que su maestro no le devuelve su examen, pronto se da cuenta de que nadie puede verlo y regresa al lugar de sus padres donde deduce que su madre ahora es la causa del síndrome. Sin embargo, ni su madre ni Kaede pueden verlo ahora, y el diario de la primera mientras estaba en el hospital no menciona nada de Sakuta. Recordando esa noche anterior, Sakuta y su madre nunca se miraron a los ojos y nunca se hablaron. «En su mente, también tuvo que crecer para cuidar de Kaede y dejar a su madre en el fondo de su mente. Con su madre de vuelta, ya no era necesario que realizara sus deberes anteriores, por lo que terminó nunca necesitando hacer». De ahí viene su cicatriz en el vientre.
Al regresar a la playa, Sakuta ve a la joven Mai Sakurajima nuevamente y ella lo lleva a «casa». Cuando Sakuta se despierta, no está en el apartamento que él y Kaede compartían, sino en la casa familiar en la que cenó. Salvó a Kaede del acoso de alguna manera, lo que evitó sus moretones, dándole la vida ideal que nunca tuvo, pero se da cuenta de un estudiante (Ikumi Akagi) que nunca había conocido antes. Sakuta se da cuenta de que no es la vida que necesita, por lo que tiene una última llamada agradable con su madre antes de pedirle a la joven Mai que lo llevara de regreso a donde estaba.
De vuelta en su línea de tiempo, Sakuta se da cuenta de que su diario lee para controlar su vida, pone una carta en el buzón de Mai y descubre su vida con Touko Kirishima, deduciendo que cambió de lugar con Sakuta de su «universo ideal», su propio síndrome aún no está resuelto. Dejando la carta en el buzón, Sakuta reanuda su vida normal mientras es invisible para todos los demás hasta que llega Mai. Como ella conservó el certificado de matrimonio, pudo recordarlo y se abrazan. Esa noche, Mai pasa la noche con Sakuta, consolándolo porque no sabe cómo resolver los problemas que ha tenido que enfrentar con respecto a su madre. Mai lo consuela diciéndole que todo es parte del crecimiento y que necesita enfrentar estos sentimientos de frente.
En el hospital para un chequeo, Sakuta entra a la sala de examen y su madre lo ve nuevamente y comparten una reunión sincera. Kaede pronto ingresa y los tres se convierten en una familia una vez más. Más tarde, en el trabajo, Sakuta se da cuenta de que la joven Shoko Makinohara escucha música. Tienen una conversación divertida hasta que Shoko le informa a Sakuta que la canción que está escuchando solo está disponible aquí y que el cantante, Touko Kirishima, no parece existir.

## Reparto de voz
| Personaje        | Voz             |
| ---------------- | --------------- |
| Sakuta Azusagawa | Kaito Ishikawa  |
| Mai Sakurajima   | Asami Seto      |
| Kaede Azusagawa  | Yurika Kubo     |
| Tomoe Koga       | Nao Toyama      |
| Río Futaba       | Atsumi Tanezaki |
| Nodoka Toyohama  | Maaya Uchida    |
| Shoko Makinohara | Inori Minase    |
| Ikumi Akagi      | Aya Yamaneo     |

## Producción y lanzamiento
El proyecto se anunció inicialmente durante el evento Aniplex Online Fest en septiembre de 2022, junto con su predecesor, Seishun Buta Yarō wa Odekake Sister no Yume wo Minai.  Es una adaptación del noveno volumen de la serie de novela ligera Seishun Buta Yarō, escrita por Hajime Kamoshida e ilustrada por Keeji Mizoguchi.  La película cuenta con un personal que regresa, incluido el director Sōichi Masui, el guionista Masahiro Yokotani y el diseñador de personajes Satomi Tamura, y se estrenó en cines de Japón el 1 de diciembre de 2023. En una escena poscréditos, se anunció que se está produciendo el arco estudiantil universitario de la serie.
Fue estrenada en los cines de Estados Unidos por Aniplex USA el 24 de marzo de 2024, junto con Seishun Buta Yarō wa Odekake Sister no Yume wo Minai y ambas películas tuvieron un doblaje en inglés que se estrenó el 25 de marzo de 2024. 

## Recepción
La película debutó en el cuarto lugar en la taquilla japonesa, recaudando más de 160 millones de yenes en su primer fin de semana.